# Гремячинский
Гремячинский — посёлок в Тогучинском районе Новосибирской области России. Входит в состав Кировского сельсовета.

## География
Площадь посёлка — 31 гектар.

## История
В 1976 г. Указом Президиума ВС РСФСР посёлок центральной фермы №1 совхоза «Завьяловский» переименован в Гремячинский.

## Население
| 2002 | 2007 | 2010 |
| ---- | ---- | ---- |
| 282  | ↗303 | ↘285 |

## Инфраструктура
На посёлке по данным на 2007 год функционировали одно учреждение здравоохранения и одно учреждение образования.